# Sarra Besbes
Sarra Besbes (arab. سارة بسباس, ur. 5 lutego 1989 w Abu Zabi) – tunezyjska szpadzistka, brązowa medalistka mistrzostw świata.
Podczas mistrzostw świata w Moskwie w 2015 roku wywalczyła brązowy medal w turnieju indywidualnym. Wyprzedziły ją jedynie Włoszka Rossella Fiamingo i Szwedka Emma Samuelsson. Była też między innymi dwunasta indywidualnie na mistrzostwach świata w Lipsku w 2017 roku.
Wystartowała na igrzyskach olimpijskich w Londynie w 2012 roku, gdzie odpadła w ćwierćfinałach turnieju indywidualnego. Na rozgrywanych cztery lata później igrzyskach olimpijskich w Rio de Janeiro była piąta. Brała też udział w igrzyskach olimpijskich w Tokio w 2020 roku, zajmując 22. miejsce.
Ponadto zdobyła złote medale w szpadzie indywidualnej i florecie drużynowym oraz srebro w szpadzie drużynowej na igrzyskach afrykańskich w Brazzaville w 2015 roku. Na igrzyskach afrykańskich w Rabacie w 2019 roku zdobyła złoto w szpadzie indywidualnej oraz srebro w szpadzie drużynowej i florecie drużynowym.
Jej siostra, Azza Besbes, także uprawiała szermierkę.